# 今宵その夜 (ニール・ヤングの曲)
「今宵その夜」（こよいそのよる、"Tonight's the Night"）はニール・ヤングが作詞作曲した曲で、最初は1975年のアルバム『今宵その夜』に収録されてリリースされた。2つのバージョンがブックエンドのようにアルバムの一曲目と最後の曲として収録された。「今宵その夜」は複数のヤングのライブ・アルバムやコンピレーション・アルバムにも収録されている。

## 歌詞と曲
「今宵その夜」はヤングのローディーだったブルース・ベリーのヘロイン過剰摂取による死にインスパイアされたものである。曲はヤングが、音楽評論家のナイジェル・ウィリアムスンが「壊れやすく、傷つきやすく、パニックしそうな」音と説明した声で "tonight's the night" というラインを8回歌うところから始まる。このときは、ヤングはギターとピアノだけを伴っている。そしてヤングは "Bruce Berry was a working man/He used to load that Econoline van" と続けている。ヤングはベリーの生命に対する情熱が、どのようにして薬物依存症によって破壊されたのかを説明している。歌詞は、ベリーが夜遅くにヤングのギターを弾き、「本物の震える声」で歌っていたことに説明している。また、ヤングはベリーが「麻薬の静脈注射で死んだ」ことを聞いた時に体震えたことも語っている。曲は、少ないギターコードで曲が終わる前に、限られた楽器とともにタイトルフレーズを繰り返して終了する。
オールミュージックの評論家、マシュー・グリンウォルドはアルバムの最初の「今宵その夜」のバージョンを「リハーサル不足の、酒場の雰囲気が強いルーズでファンキーな曲」と説明している
。また、アルバムを締めくくるバージョンを「曲の暗く、ほとんど恐ろしい魅力を維持しながら」、より速く、ヘビーだと説明している。音楽評論家のジョニー・ローガンはアルバム終わりのバージョンを冒頭のバージョンよりも「厚みがある」と表現した。ローリング・ストーン誌の編集者はヤングとバンドを「大雑把な形、酔っ払って、調子っぱずれで、激怒し、悲しみとテキーラに打ちひしがれる」と表現した。
ヤングの伝記作家ジミー・マクドナーは、この曲の最初のヴァージョンの冒頭にあるピアノの一節で「本が一冊書ける」と主張している。マクドナーはこれを「ただ淡々とした、不確かな白鍵の音だが、とても不吉で恐怖に満ちている」と述べ、「この曲は（アルバムで繰り広げられる）調子外れの歌、お尻の音、マイクにぶつかる音、そしてなかなかのこれまでで最高の、最も美しい音楽」と語った。

## 曲作りとレコーディング
ヤングはベースラインを聞いただけで、ギターを弾かずに頭の中で「今宵その夜」を書いたと主張している。
「今宵その夜」のアルバム冒頭バージョンは1973年8月26日にロサンゼルスのスタジオ・インストゥルメント・レンタルで録音された。アルバム『今宵その夜』の「タイアド・アイズ」、「ワールド・オン・ア・ストリング」、「メロー・マイ・マインド」、「スピーキン・アウト」の4曲も同日に録音された。ヤングは、やはり『今宵その夜』で追悼されているギタリストのダニー・ウィッテンが過剰摂取で死亡した後に残ったクレイジー・ホースのドラマーのラルフ・モリーナとベーシストのビリー・タルボットおよびニルス・ロフグレンのギターとベン・キースのスライドギターに伴奏された。ニールはこのバンドをアルバムではサンタモニカ・フライヤーズと呼んだ。ヤングは「今宵その夜」ではピアノを弾いた。ヤングはこのセッションをベリーとウィッテンの「通夜」と表現し、「ぼくらはブルースとダニーのやり方で一晩中演奏したけど……不気味だった」と語っている。
アルバム終わりのバージョンは数日後の夜に録音された。

## 評価
2004年にローリング・ストーン誌は「今宵その夜」をヤングの5番目に優れた曲と位置付けた。ローガンは「（Young） が友人の薬物関連の死を知るために電話を手に取ったことを思い出す最初の詩の終わりまで積み重なっていくドラマを感じることができる」と述べている。ローリング・ストーン誌の評論家デイヴ・マーシュは現代の批評の中で、ヤングは「叫び、脅し、懇願し、うめいて罵り、『静脈注射で過剰摂取した』ローディーのブルース・ベリーの物語を語っている」と述べている。マーシュは、「ヤングがまだ友人の死のショックを吸収しているように感じられることもあれば、死というものに対して憤っているように感じられることもあり、それを受け入れているように感じられることもある」と続け、「ヤングがベリーが死んだと信じているようには決して聞こえない」と続けている。
アンカット誌の寄稿者ジョン・デイルは「演奏の『自然体の統一性」、たれもが最も適切なタイミングで居場所を失い、ヤングの声のひび割れが、ルーズな物語の弧を増幅するために痛切さを導く」と評した。
Neil Young FAQ の著者のグレン・ボイドは、アルバム末尾のバージョンは冒頭のバージョンよりもヤングが「感情の強さを推し進めている」と述べている。ボイドは、「苦悩に満ちた遠吠えのようなボーカルで、感情が完全に解き放たれる数秒後に聞こえる」と言い、「ロックンロールの中で最も残酷に正直な魂の露出の一つだ」と付け加えている。

## その他の収録
冒頭バージョンの「今宵その夜」は、1977年のヤングのコンピレーションアルバム『デケイド：輝ける10年』に収録された。両方のバージョンが2020年に初梅されたボックスセット Neil Young Archives Volume II: 1972–1976 に収録された。
1973年のライヴブ公演では、「今宵その夜」を2バージョンか3バージョン演奏することがあった。このツアーでは聴衆がまだ聴いたことがないアルバム『今宵その夜』から曲をもっぱら演奏した。2バージョン目を演奏する前に、これから以前聴いたことがある曲を演奏すると聴衆をからかい、それは最大30分続くこともあった。
後のライヴバージョンは、ヤングの1979年のライヴアルバム『ライヴ・ラスト』を締めくくった。音楽講師のケン・ビーレンはヤングとバンドは「ドライブするベースラインに悲しみ」、バスドラムとフルバンドが再び参加する前にア・カペラでタイトルを唱えて曲を終了すると述べている。ローリング・ストーン誌はこのバージョンは「スタジアムを揺らすロックの讃歌ではないが...ファンの歓声、歓声、口笛が弔いの哀歌と共に聞こえる」と述べている 。
別のライヴバージョンが1991年のライヴアルバム『ウェルド:ライブ・イン・ザ・フリー・ワールド』でリリースされており、その中でヤングが "Go, Bruce, play that guitar" と叫んでいる。さらに別のバージョンが2000年のアルバム Road Rock Vol. 1 に収録された。